# 火災安全工学
火災安全工学（かさいあんぜんこうがく、英語: fire protection engineering）とは、建築物等における火災発生時に、被害を最小限に止めるための仕組みや設備を計画するための工学である。

## 解説
建築物や各種施設などで火災が発生した場合を想定し、人間や施設、財産への被害を最小限に抑える工学。
主に消防用設備（火災報知器、消火栓など）の配置や避難経路の設定、延焼の拡大防止の仕組み、火災によって発生する煙の制御、初期消火から本格消火までの消防・消火活動支援の効率化などに利用される。